# Andrus Ansip
Andrus Ansip   (Tartu, 1 d'octubre de 1956) és un polític estonià, membre del Parlament Europeu, excomissari europeu del Mercat Únic Digital en la Comissió Juncker i vicepresident de la Comissió Europea, en el càrrec des del 2014 fins al 2019. Anteriorment, va ser primer ministre d'Estònia del 2005 al 2014 i president del Partit Reformista Estonià liberal (Partit Reformista Estonià) del 2004 al 2014.

## Biografia
Nascut a Tartu, Ansip es va graduar a la Universitat de Tartu amb una llicenciatura en química el 1979. Va treballar com a enginyer a la universitat del 1979 al 1983 (amb una pausa de dos anys per al servei militar obligatori). Va ser instructor al Departament d'Indústria i cap del Departament Organitzatiu del Comitè del Districte de Tartu de la branca estoniana del Partit Comunista de la Unió Soviètica, Partit Comunista Estonià, del 1986 al 1988.
Va estar a la junta directiva regional del PCUS, participant en la supressió dels partidaris de la independència d'Estònia. Al desmembrament l'URSS, va canviar de bàndol polític. Ansip treballava en diverses empreses d'activitats bancàries i d'inversió. Ha servit com a membre de la Junta Directiva del Banc de la Gent de Tartu.
El 1998, Ansip va ser elegit alcalde de Tartu com a candidat pel Partit Reformista Estonià. Va ser alcalde de Tartu fins al 2004.
Ansip va esdevenir ministre d'Economia el 13 de setembre de 2004, succeint a Meelis Ató, que va dimitir.
El 31 de març de 2005, Ansip va esdevenir Primer Ministre després de la renúncia de Juhan Parts. A les eleccions de 2007 el seu partit va guanyar les eleccions amb 31 escons, formant un nou govern el 5 d'abril d'aquest any.
El març de 2011, el Partit Reformista va obtenir 33 escons al Riigikogu, i va seguir sent el partit més gran fins i tot després que la producció econòmica del país hagués caigut un 14% el 2009 a causa de la crisi financera del 2008 i el col·lapse d'una bombolla de preus immobiliaris alimentada pel crèdit barat i fàcil dels bancs nòrdics. Ansip va ser encarregat una vegada més pel president Toomas Hendrik Ilves de formar govern. El Partit Reformista va continuar en coalició amb la Unió de Pro Patria i Res Publica. El tercer mandat d'Ansip com a primer ministre va començar el 6 d'abril de 2011, quan el Riigikogu va aprovar el seu tercer gabinet.
Però la coalició de centredreta d'Ansip aviat va tenir dificultats a les enquestes a causa dels signes de fatiga dels votants després d'anys d'un govern centrat en l'austeritat fiscal, així com de diversos escàndols de finançament de partits d'alt perfil. L'oposició de centreesquerra també va guanyar popularitat.
El 4 de març de 2014, Ansip va anunciar la seva dimissió per permetre que un successor liderés el seu partit a les eleccions de 2015. Del 4 de desembre de 2013 al 26 de març de 2014 va ser el primer ministre amb més anys de mandat a la Unió Europea.
A les eleccions europees de 2014, Ansip va ser elegit eurodiputat i va rebre el nombre més gran de vots preferencials a Estònia. Poc després, el primer ministre Taavi Rõivas el va nomenar com a proper comissari europeu del país.
Ansip va ser reelegit el 2019. Poc després, va presentar la seva dimissió de la Comissió Europea per ocupar l'escó del Parlament Europeu que havia guanyat. Al Parlament, des de llavors ha format part de la Comissió de Mercat Interior i Protecció dels Consumidors. El 2020, també es va incorporar a la Comissió de Peticions i a la Comissió Especial sobre Intel·ligència Artificial a l'Era Digital.
A més de les seves tasques a les comissions, Ansip forma part de la delegació del Parlament per a les relacions amb el Parlament Panafricà. També és membre del Fòrum Europeu d'Internet, de l'Intergrup del Parlament Europeu sobre Intel·ligència Artificial i Digital i de l'Intergrup del Parlament Europeu sobre Mars, Rius, Illes i Zones Costaneres.
El març de 2024, Ansip va anunciar que no es presentaria a les eleccions al Parlament Europeu de 2024.

## Trasllat del Soldat de bronze de Tallin
Una de les accions més controvertides del govern d'Ansip va ser el trasllat del principal monument de la Segona Guerra Mundial de Tallinn, conegut com el Soldat de Bronze de Tallinn, que va ser portat des del centre de la ciutat al cementiri de les Forces Armades de Tallinn. La recol·locació del monument, el 27 d'abril de 2007, va produir dues nits de disturbis, els més greus des de la independència d'Estònia.